# Isthme de Chignectou
L'isthme de Chignectou ((en): Chignecto Isthmus) est un isthme se trouvant entre les provinces canadiennes du Nouveau-Brunswick et de la Nouvelle-Écosse et reliant la partie continentale de la Nouvelle-Écosse à l'Amérique du Nord. 
En mars 2025, le Nouveau-Brunswick, la Nouvelle-Écosse et le gouvernement du Canada ont conclu une entente pour financer à parts égales les travaux de protection de l’isthme de Chignecto, évalués à 650 millions de dollars. 

## Géographie

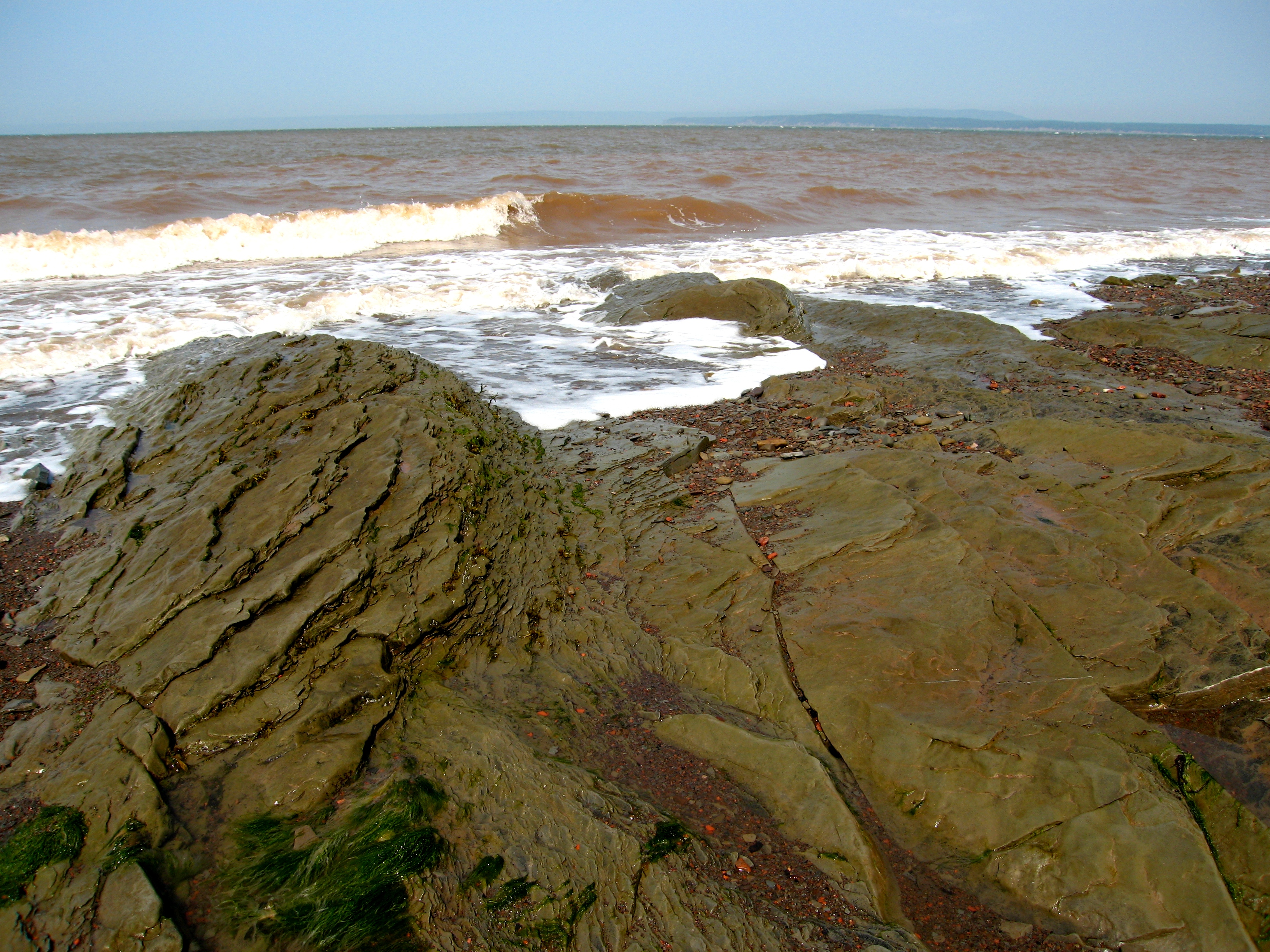
La baie de Chignectou vue depuis les falaises fossilifères de Joggins en Nouvelle-Écosse ; à l'horizon, la côte du Nouveau-Brunswick.

L'isthme sépare la baie de Chignectou, sous-bassin de la baie de Fundy, de la baie Verte donnant dans le détroit de Northumberland. L'isthme s'étend de son point nord situé à proximité de Tidnish à sa limite sud près d'Amherst. À son point le plus étroit il mesure 24 km de large. 

## Histoire
Il a autrefois joué un rôle de frontière important pour délimiter les territoires de la Nouvelle-France et de la Nouvelle-Angleterre, comme l'illustra la Bataille de Fort Beauséjour en 1755.
Au début du XXIe siècle, avec le réchauffement climatique, il est menacé par l'élévation du niveau de la mer. Les moyens de le préserver font l'objet de discussions entre le gouvernement fédéral canadien et les gouvernements provinciaux de la Nouvelle-Écosse et du Nouveau-Brunswick.